# Škulj
Koordinati:   43°43′28″N, 15°27′08″E
Škulj je nenaseljen otoček v Jadranskem morju, ki pripada Hrvaški.
Škulj leži v Narodnem parku Kornati. Njegova površina meri  0,883 km². Najvišji vrh Škulj ima višino 145 mnm. Dolžina   morske obale je 5,04 km. Otoček leži okoli 1 km južno od rta Opat na skrajnem vzhodnem delu Kornata. Med Škuljem, Kurbo Velo, Oključem in Garmenjakom se razprostira niz majhnih otočkov in čeri, ki jih domačini imenujejo Desetinjaci.